# Łączna (gmina)
Pour les articles homonymes, voir Łączna.
Łączna est une gmina rurale du powiat de Skarżysko, Sainte-Croix, dans le centre-sud de la Pologne. Son siège est le village de Łączna, qui se situe environ 17 km au sud-ouest de Skarżysko-Kamienna et 18 km au nord-est de la capitale régionale Kielce.
La gmina couvre une superficie de 61,65 km2 pour une population de 5 245 habitants.

## Géographie
La gmina inclut les villages de Czerwona Górka, Gózd, Jaśle, Jęgrzna, Kamionki, Klonów, Łączna, Osełków, Podłazie, Podzagnańszcze, Stawik, Występa, Zagórze, Zalezianka et Zaskale.
La gmina borde les gminy de Bliżyn, Bodzentyn, Masłów, Suchedniów et Zagnańsk.